# Adelmann von Adelmannsfelden

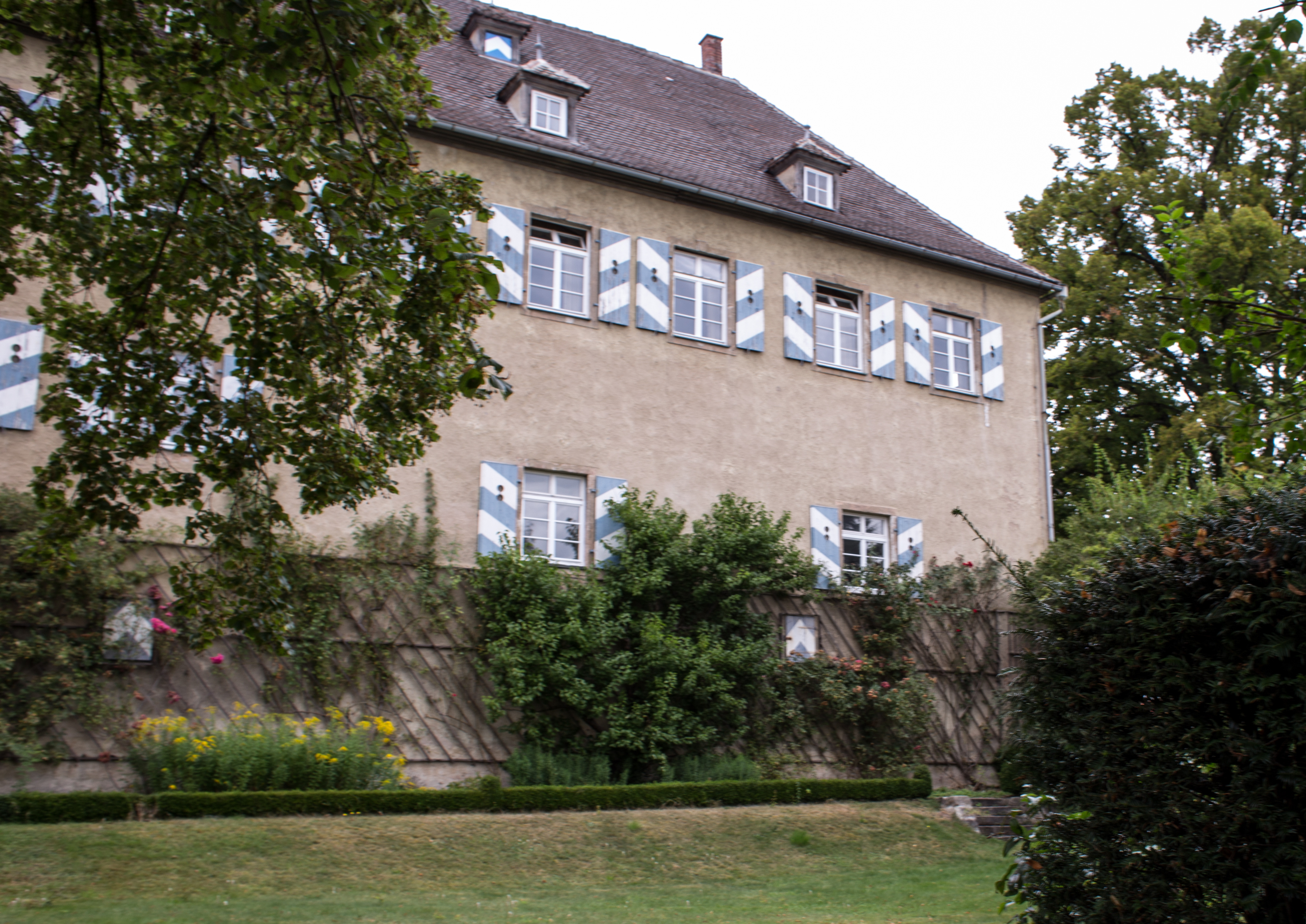
Schloss Adelmannsfelden (stamslot van het geslacht)

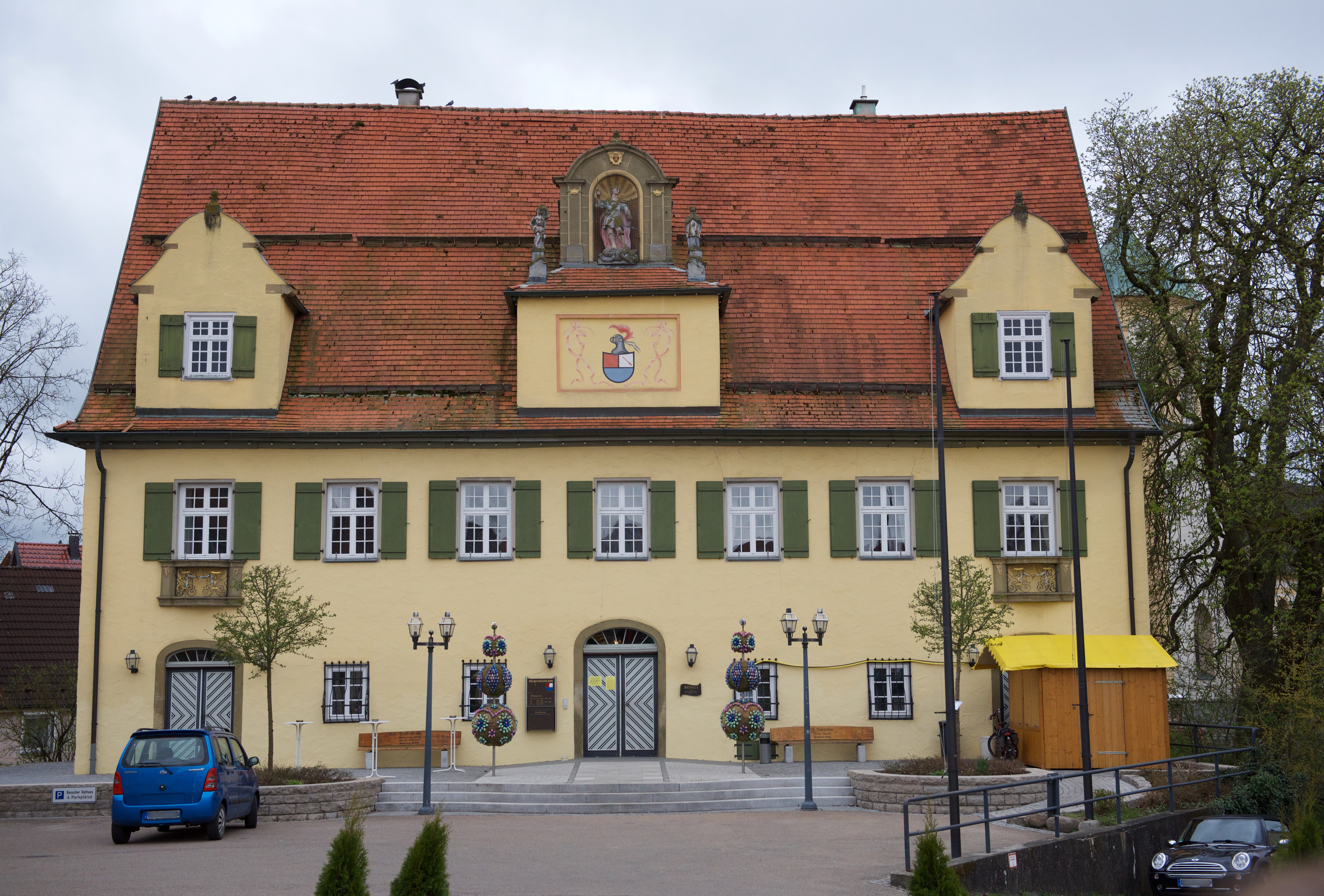
Schloss Schechingen (2018) [van 1435 tot 1939 in dit geslacht, de oude burcht vervangen door dit in 1759 gebouwde Schloss

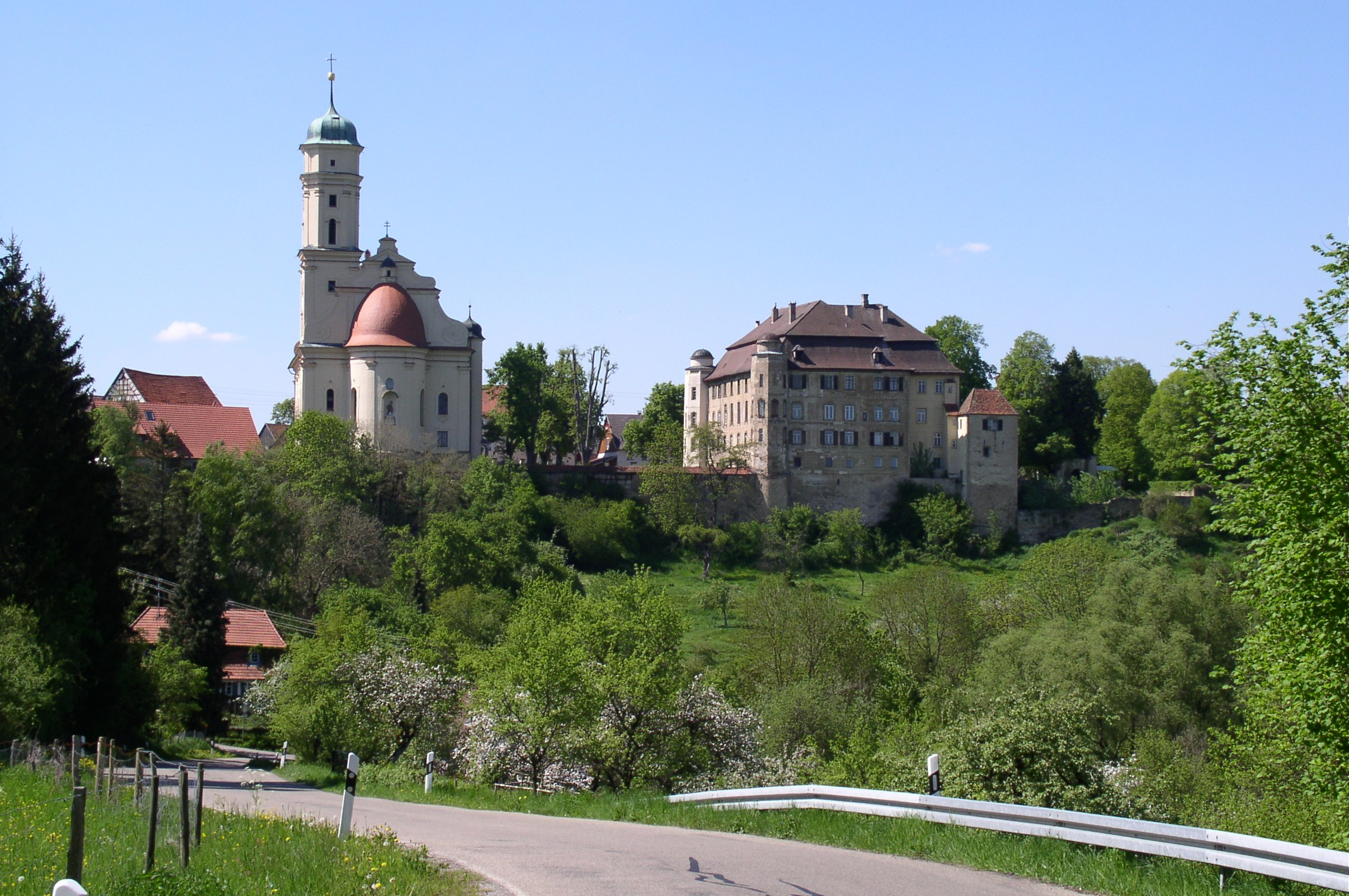
Schlosskirche met Schloss Hohenstadt (sinds 1530 in dit geslacht)

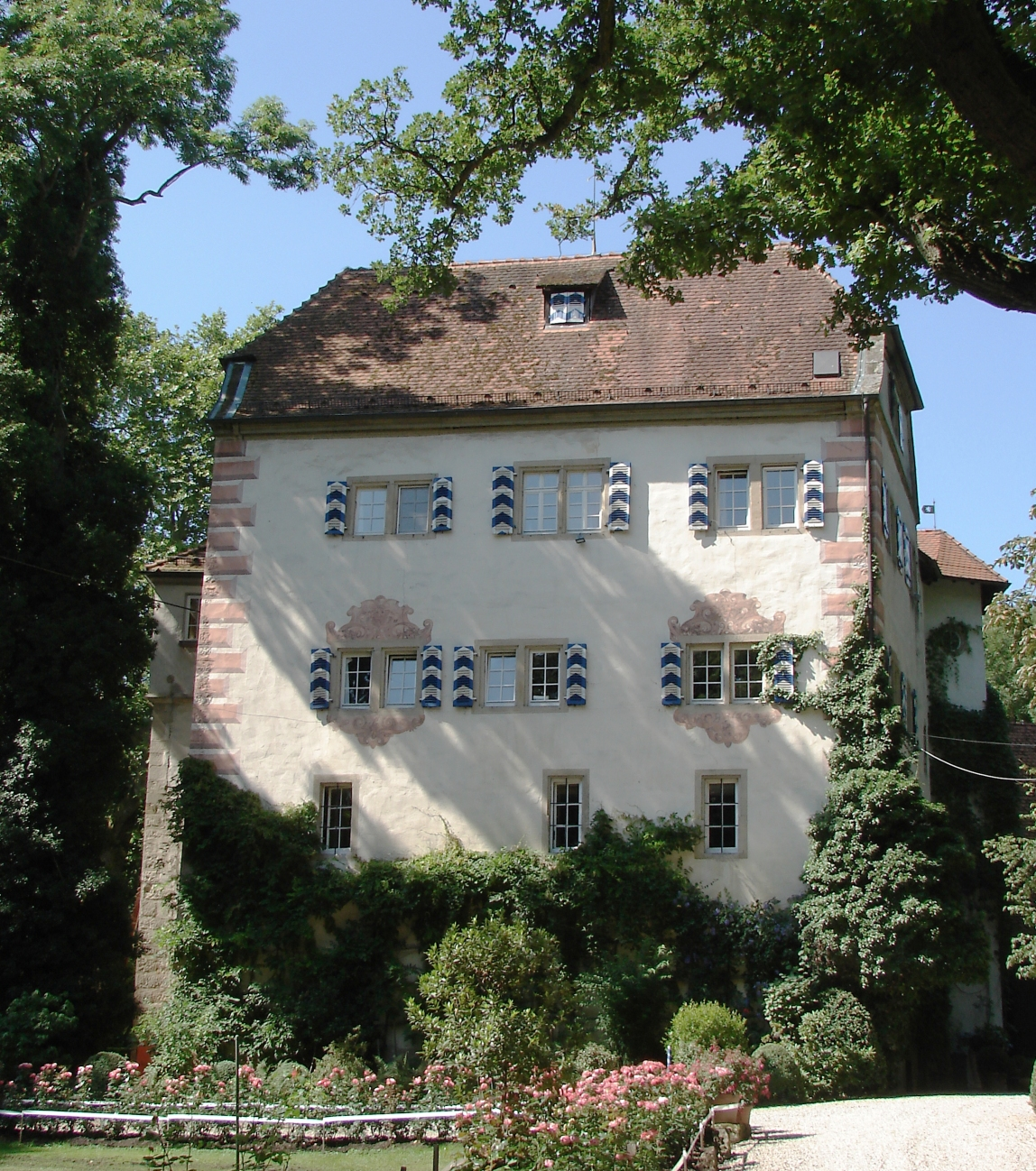
Burg Schaubeck (sinds 1877 in dit geslacht)

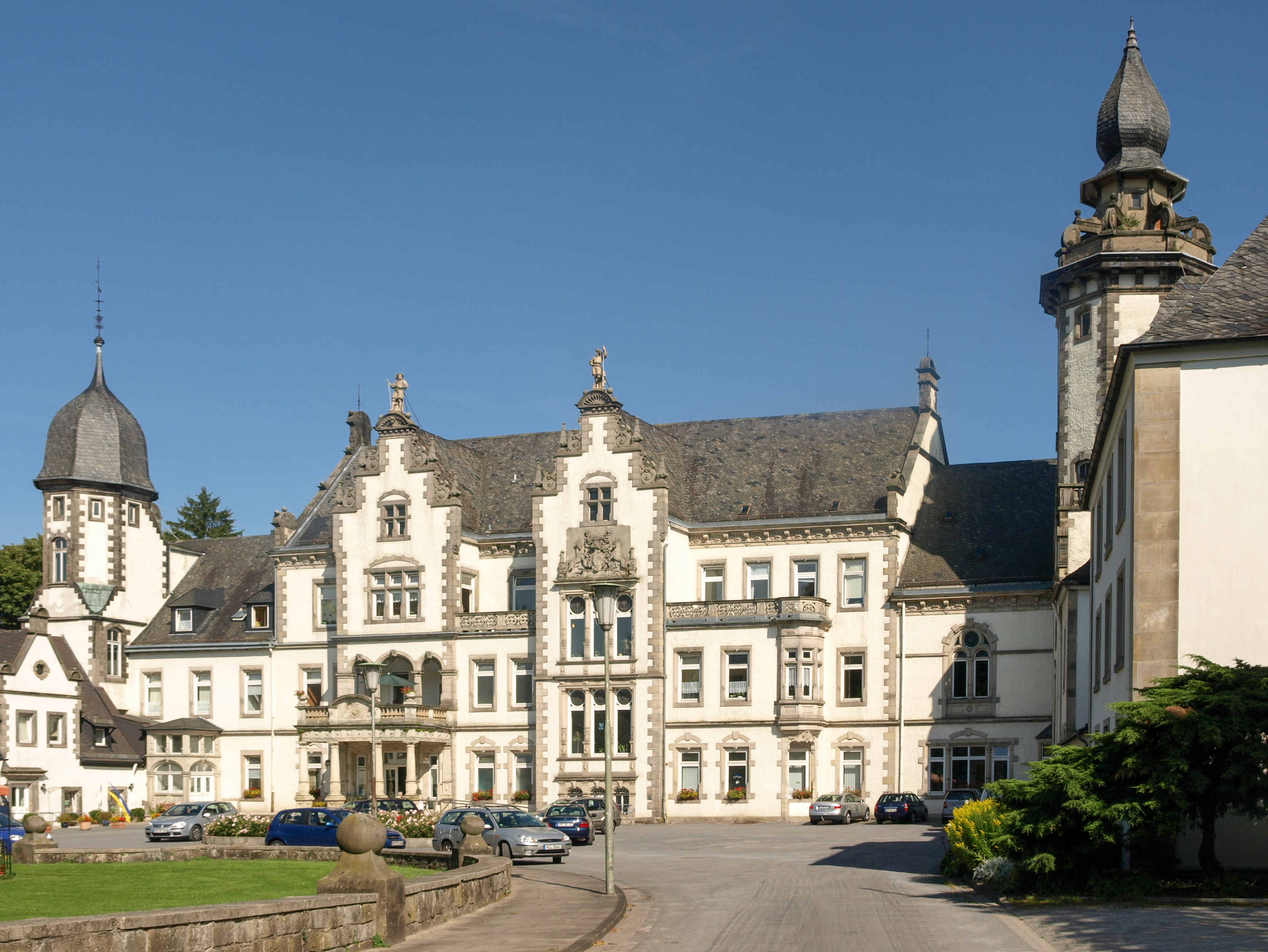
Schloss Hasperde (na huwelijk in 1938 in dit geslacht)

Adelmann von [und zu] Adelmannsfelden is een oud-adellijk geslacht uit Adelmannsfelden.

## Geschiedenis
De eerste vermelding van Sigefridus de Adelmanesveldon dateert van 1118, genoemd in verband met het stamslot Adelmannsfelden. De bewezen stamreeks begint met de rijksministeriaal Siferidus de Adelmanesfelden die in 1236 wordt vermeld. Leden van het geslacht waren opgenomen in de rijksridderschap van Kocher. In 1680 volgde opname in de Reichsfreiherrenstand met het predicaat Wohlgeboren. In 1790 volgde opname in de Reichsgrafenstand. In 1890 volgde verlening van het predicaat von und zu voor de tak die ook het adellijke goed Adelmannsfelden bezat.
Na adoptie ontstond het geslacht Adelmann von und zu Adelmannsfelden (1979). In 1890 verkreeg Rudolf graaf Adelmann von Adelmannsfelden (1850-1900) als heer van Adelmannsfelden toestemming het predicaat von und zu Adelmannsfelden te voeren. Zijn zoon, die ongehuwd bleef, adopteerde in 1966 zijn achterneef dr. Martin Freiherr von Franz (1942), telg uit het geslacht Von Franz. In 1979 werd deze adoptie als adelserkenning goedgekeurd bij besluit van de Deutscher Adelsrechtsausschuss waardoor een nieuw adelsgeslacht ontstond. Aangezien ook deze telg ongehuwd is, dreigt dit laatste geslacht uit te sterven.

## Enkele telgen

### Oudste tak
Heinrich graaf Adelmann von Adelmannsfelden (1848-1920), lid van de Reichstag; trouwde in 1875 met Sophie Marie Caroline Freiin von Brusselle (1851-1928), dochter van Felix Freiherr von Brusselle, heer van Schaubeck (1811-1877)
- Dr. Sigmund graaf Adelmann von Adelmannsfelden, medeheer van Hohenstadt en Schechingen (1876-1926), kamerheer van Württemberg, Regierungspräsident van Keulen; trouwde in tweede echt met Irma barones von Hake (1882-1967), dochter van Otto baron von Hake, heer van Hasperde (1833-1891)
  - Mechtild gravin Adelmann von Adelmannsfelden (1909-1998); trouwde in 1936 met Friedrich Schenck baron von Stauffenberg, heer van Wilflingen en Stauffenberg (1908-1982), zoon van Franz Schenk baron von Stauffenberg (1878-1950), lid van de Reichstag, vanaf 1933 voor de NSDAP
  - Hans Heinrich graaf Adelmann von Adelmannsfelden, heer van Hohenstadt en Frauenhof (1911-1943), officier, overleden in Russisch krijgsgevangenschap; trouwde in 1938 met Ferdinanda gravin von Westerholt und Gysenberg (1918-2011), telg uit het geslacht Von Westerholt und Gysenberg, die in 1948 hertrouwde met haar zwager Wolfram graaf Adelmann von Adelmannsfelden, heer van Hohenstadt (1915-1994)
    - Raban Graf Adelmann von Adelmannsfelden (1940-1997), officier
      - Benedikt Graf Adelmann von Adelmannsfelden (1985), chef de famille

  - Raban graaf Adelmann von Adelmannsfelden, heer van Schaubeck en Heuttingsheim (1912-1992), lid van de Bondsdag (CDU) en bezitter van het wijngoed Schaubeck, in 1926 geadopteerd door zijn oom Raban graaf Adelmann von Adelmannsfelden (1877-1935) waardoor hij wijngoed en burcht Schaubeck erfde
    - Michael Graf Adelmann von Adelmannsfelden, heer van Schaubeck (1947), bezitter van het wijngoed Schaubeck en bewoner van de burcht Schaubeck
      - Felix Graf Adelmann von Adelmannsfelden (1979), bezitter van het wijngoed Schaubeck en bewoner van de burcht Schaubeck

  - Dr. Georg Sigismund graaf Adelmann von Adelmannsfelden (1913-1991), voorzitter van het Landesamt Baden-Württemberg
    - Ir. Sigmund Graf Adelmann von Adelmannsfelden, heer van Hasperde (1950), landbouwkundig ingenieur en bewoner van Schloss Hasperde
      - Ir. Christoph Graf Adelmann von Adelmannsfelden (1981), bosbouwkundig ingenieur en bewoner van Schloss Hasperde

  - Wolfram graaf Adelmann von Adelmannsfelden, heer van Hohenstadt (1915-1994); trouwde in 1948 met zijn schoonzus Ferdinanda gravin von Westerholt und Gysenberg (1918-2011)
    - Nikolaus Graf Adelmann von Adelmannsfelden (1949), bewoner van Schloss Hohenstadt
      - Reinhard Graf Adelmann von Adelmannsfelden (1981), bewoner van Schloss Hohenstadt

    - Jörg Graf Adelmann von Adelmannsfelden, heer van Hohenstadt (1951), antiquaar en restaurator, bewoner van Schloss Hohenstadt

  - Josef Anselm Graf Adelmann von Adelmannsfelden (1924-2003), theoloog, schrijver en medewerker van de Südwestfunk, in 1983 door de paus benoemd tot Monseigneur
- Raban graaf Adelmann von Adelmannsfelden (1877-1935), diplomaat, laatstelijk ambassadeur te Brussel

### Middelste tak
Klemens graaf Adelmann von Adelmannsfelden, heer van Schechingen (1906-1942), officier, bosbouwer, gesneuveld in Rusland
- Maria Gräfin Adelmann von Adelmannsfelden (1941), bosbouwer en laatste telg van deze tak

### Jongste tak
Rudolf graaf Adelmann von und zu Adelmannsfelden, medeheer van Hohenstadt en Schechingen, heer van Adelmannsfelden (1850-1900), Württembergs kamerheer en lid van de Württembergse landdag
- Rüdiger graaf Adelmann von und zu Adelmannsfelden, heer van Adelmannsfelden (1893-1968), consul-generaal
  - Dr. Martin Graf von Adelmann von und zu Adelmannsfelden, heer van Adelmannsfelden (1942), adoptiefzoon en bewoner van Schloss Adelmannsfelden, stamvader en telg uit het geslacht Adelmann von und zu Adelmannsfelden (1979)